# Peter Bossman
Peter Bossman, slovenski zdravnik in politik ganskega rodu, * 2. november 1955, Akra, Gana.
Bossman je bil leta 2010 kot prvi temnopolti državljan Slovenije izvoljen na pomembnejše politično mesto, za župana Občine Piran. Funkcijo je opravljal do leta 2018.

## Življenje
Rodil se je v Gani v ugledni družini, krvno povezani s kraljevo družino. Njegov oče je bil politik in prijatelj takratnega predsednika Kwameja Nkrumaha. Večidel otroštva je Peter preživel v Severni Afriki in Evropi, predvsem v Švici in Veliki Britaniji, kjer je zaključil osnovnošolsko izobraževanje. V 70. letih 20. stoletja zaradi razgrete politične situacije in državnega udara v rodni državi odločil za študij medicine v tujini. Čeprav si je sprva želel v Anglijo, je naposled pristal v takratni Jugoslaviji, v Beogradu. Jugoslovanski urad za tuje študente ga je poslal v Ljubljano. Že leta 1981 je postal politično dejaven, ko je bil izvoljen za predsednika kluba afriških študentov. Leta 1998 je ustanovil zasebno zdravstveno ordinacijo v Luciji..

### Župan Občine Piran
Leta 2010 je kot član SD kandidiral na lokalnih volitvah za župana Pirana; zmagal je v drugem krogu, ko je s 51,4% premagal dosedanjega župana Tomaža Gantarja. O njegovi zmagi so poročali tudi tuji mediji: The Guardian ga je opisal kot prvega temnopoltnega župana Vzhodne Evrope, BBC kot prvega temnopoltnega župana v Sloveniji in nekdanji Jugoslaviji. Župan je bil dva mandata, leta 2018 se za ponovno kandidaturo ni odločil.

### Zasebno
Bossman je potomec ganske kraljeve družine. Poročen je s Karmen Lakovič-Bossman, po rodu iz Hrvaške, s katero ima hčerki Alice in Karin.